# Wapato
Wapato är en ort i Yakima County i delstaten Washington. Vid 2010 års folkräkning hade Wapato 4 997 invånare.